# ラパス県 (ボリビア)
ラパス県(ラパスけん、西: Departamento de La Paz)はボリビアのアンデス地方にある県。

## 概要
事実上の首都ラパス市、チチカカ湖、ユンガス地方などを含む。西側はペルー、チリの国境になっており、北側はパンド県、東側はベニ県とコチャバンバ県、南側はオルロ県と接している。2000年に世界遺産に登録されたティワナク遺跡もラパス県内にある。
チチカカ湖からラパス市方向の南側一帯は、標高4000mくらいの広大な平地になっている。この一帯はアルティプラーノと呼ばれる。気候は寒冷で、大木はほとんど生えない。羊やリャマが飼われている。ラパス市からも美しい眺望を見ることができるイリマニ山は標高6,462mで、アンデス東山脈の最高峰である。
ラパス市のすぐ南側には月の谷（Valle de la Luna）と呼ばれる観光地がある。風などで土壌が浸食され、赤茶けた尖った断崖になっている。2000年頃まではゴミ捨て場に隣接したただの荒れ地であったが、近年遊歩道などが整備された。月の谷の近くには動物園もあり、ラパス市民が家族連れで休日を過ごす場所として人気がある。同じくラパス市から日帰りできる距離にチャカルタヤ（Chakaltaya）と呼ばれる万年雪山があり、スキー場になっている。標高5395mで、スキー場として整備された場所としては世界最高地である。このチャカルタヤには日本の援助が入っている宇宙線観測所もあり、しばしば日本人研究者が訪れている。

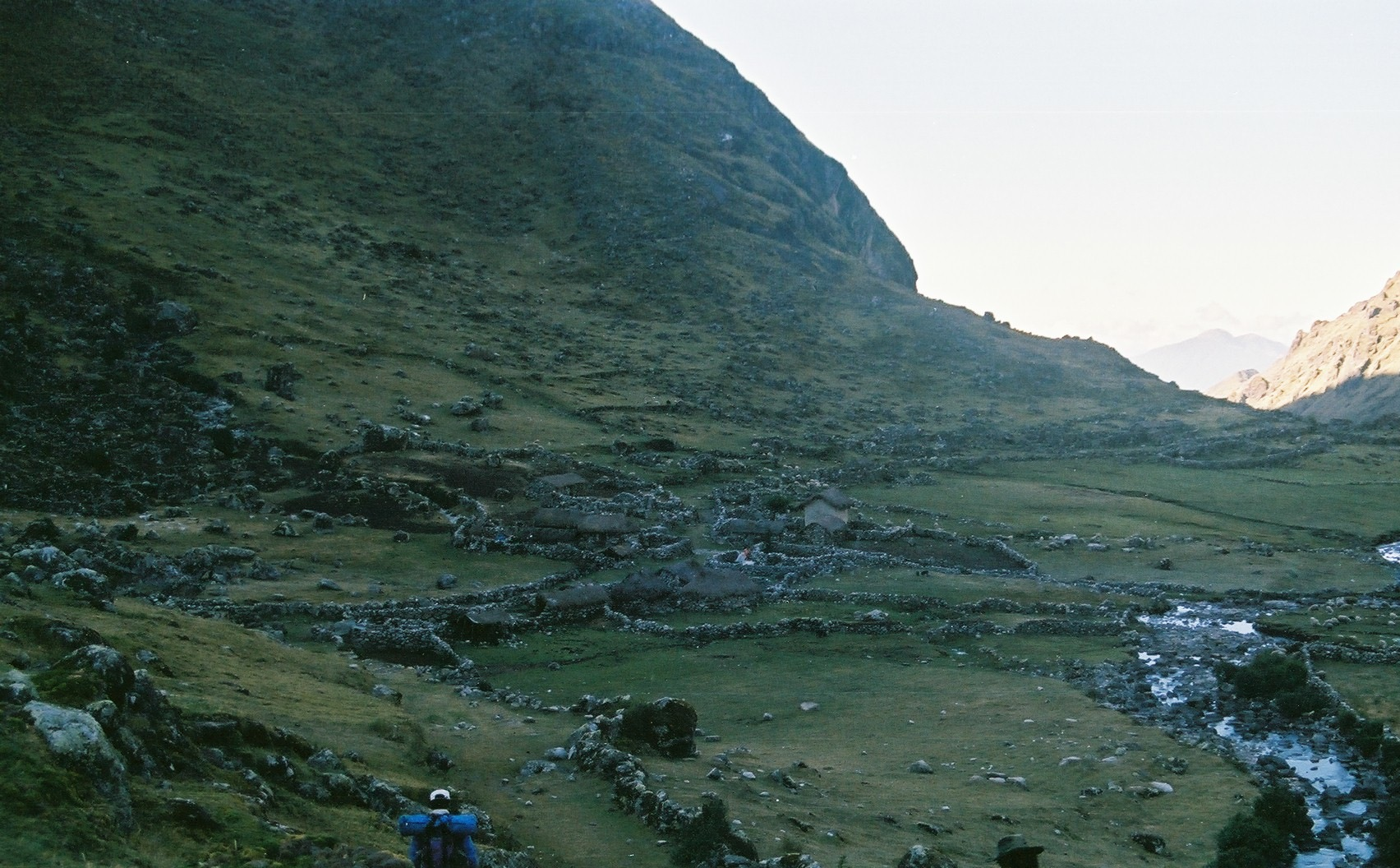
インカの道（ボリビア ラパス県）

ラパス市の北〜北東にかけてアンデス山脈を若干下ったあたりはユンガス地方と呼ばれ、果樹栽培などに適した温暖な気候を持つ。
インカ帝国の時代に作られたとされる石畳の道が部分的に残っている場所があり、「インカの道」として散策できるようになっている。いくつかのコースがあるが、チョロ村を通るコースとタケシ村を通るコースが最も有名である。散策とはいっても出発地点は標高4500mほどあり、道も石畳で舗装されている部分はごく一部、出発地も到着地も定期的な公共交通機関は無いため、それほど気楽に行けるところではない。

## 隣接する県
- パンド県
- ベニ県
- コチャバンバ県
- オルロ県
- アリカ・イ・パリナコータ州
- タクナ県
- プーノ県
- マードレ・デ・ディオス県

## 郡

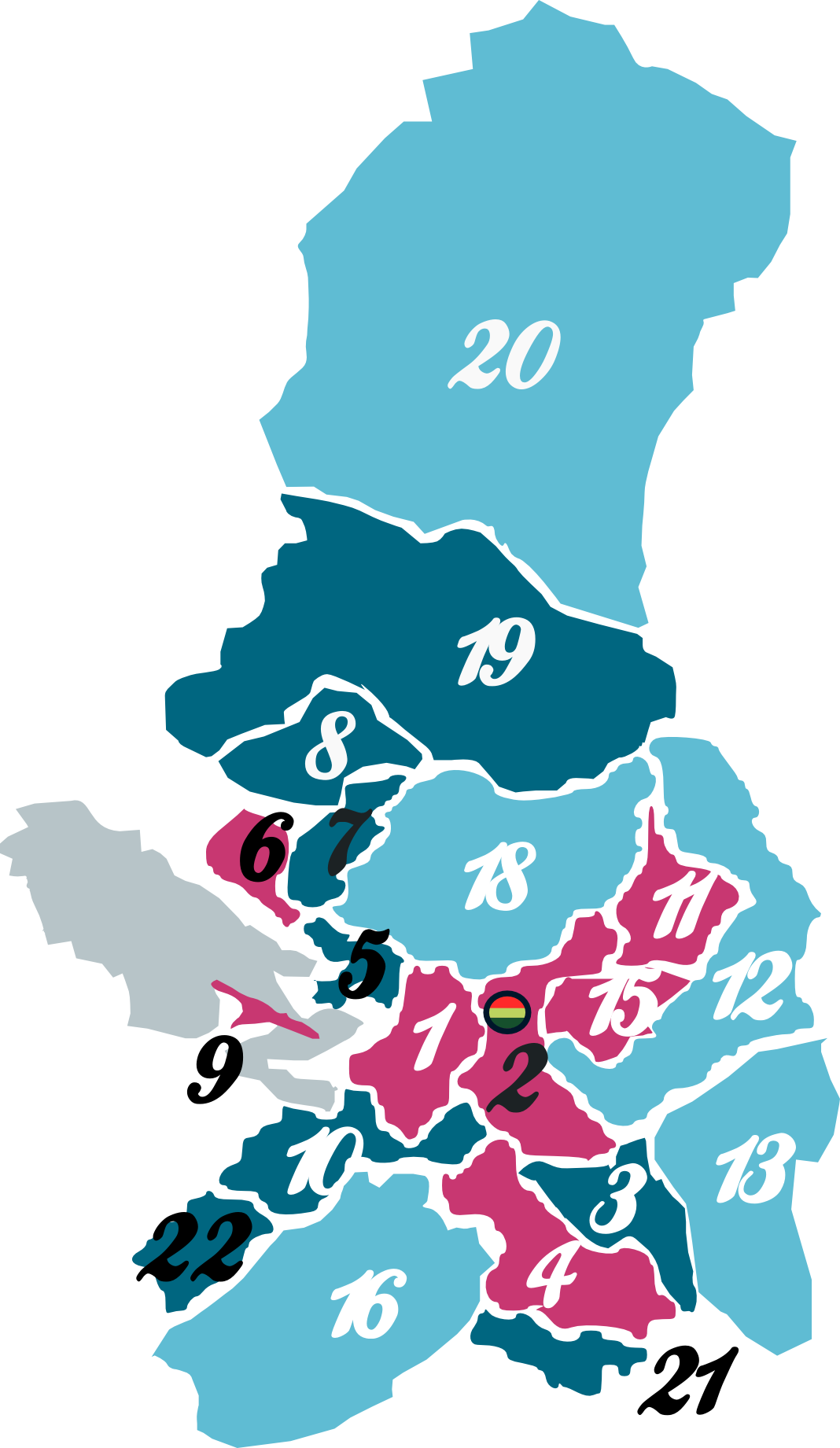
ラパス県の郡

ラパス県には傘下に20の郡がある。
| 地図上の位置 | 郡名                           | 西語表記                  | 面積 (km²) | 人口 (2012年国勢調査) | 首府                                        | 首府西語表記                       |
| ------------ | ------------------------------ | ------------------------- | ---------- | --------------------- | ------------------------------------------- | ---------------------------------- |
| 20           | アベル・イトゥラルデ郡         | Abel Iturralde            | 42,815     | 18,073                | イクシアマス                                | Ixiamas                            |
| 4            | アロマ郡                       | Aroma                     | 4,510      | 97,364                | シカシカ                                    | Sica Sica                          |
| 8            | バウティスタ・サアベドラ郡     | Bautista Saavedra         | 2,525      | 16,308                | チャラサニ                                  | Charazani                          |
| 11           | カラナビ郡                     | Caranavi                  | 3,400      | 59,365                | カラナビ                                    | Caranavi                           |
| 6            | エリオドロ・カマチョ郡         | Eliodoro Camacho          | 2,080      | 53,747                | プエルト・ アコスタ                         | Puerto Acosta                      |
| 19           | フランツ・タマヨ郡             | Franz Tamayo              | 15,900     | 26,997                | アポロ                                      | Apolo                              |
| 21           | グアルベルト・ ビジャロエル郡  | Gualberto Villarroel      | 1,935      | 17,782                | サン・ペドロ・デ・ クラワラ・デ・カランガス | San Pedro de Curahuara de Carangas |
| 10           | インガビ郡                     | Ingavi                    | 5,410      | 134,535               | ビアチャ                                    | Viacha                             |
| 13           | インキシビ郡                   | Inquisivi                 | 6,430      | 66,346                | インキシビ                                  | Inquisivi                          |
| 22           | マヌエル・パンド郡             | General José Manuel Pando | 1,976      | 7,381                 | サンティアゴ・デ・マチャカ                  | Santiago de Machaca                |
| 3            | ホセ・ラモン・ロアイサ郡       | José Ramón Loayza         | 3,370      | 47,295                | ルリバイ                                    | Luribay                            |
| 18           | ラレカハ郡                     | Larecaja                  | 8,110      | 86,481                | ソラタ                                      | Sorata                             |
| 1            | ロス・アンデス郡               | Los Andes                 | 1,658      | 77,579                | プカラニ                                    | Pucarani                           |
| 9            | マンコ・カパック郡             | Manco Kapac               | 367        | 27,154                | コパカバーナ                                | Copacabana                         |
| 7            | ムニェカス郡                   | Muñecas                   | 4,965      | 29,694                | チュマ                                      | Chuma                              |
| 15           | 北ユンガス郡                   | Nor Yungas                | 1,720      | 36,983                | コロイコ                                    | Coroico                            |
| 5            | オマスーヨス郡                 | Omasuyos                  | 2,065      | 84,484                | アチャカチ                                  | Achacachi                          |
| 16           | パカヘス郡                     | Pacajes                   | 10,584     | 55,180                | コロコロ                                    | Coro Coro                          |
| 2            | ペドロ・ドミンゴ・ムリーリョ郡 | Pedro Domingo Murillo     | 4,705      | 1,663,099             | パルカ                                      | Palca                              |
| 12           | 南ユンガス郡                   | Sud Yungas                | 5,770      | 105,013               | チュルマニ                                  | Chulumani                          |

注記: チチカカ湖 3,770 km²以上

## 言語
ラパス県では主にスペイン語、アイマラ語、ケチュア語、グアラニー語が話されている。

## 見どころ
- イリマニ
- チチカカ湖
- チャカルタヤ